# Svante Kohala
Svante Arnold Nissen Kohala, född 9 februari 1998 i Ingmarsö, är en svensk rodelåkare.
Hans far, Hans, och hans syster, Tove, har båda också tävlat i rodel vid olympiska spelen.

## Karriär
Kohala tävlade för Sverige vid olympiska vinterspelen 2022 i Peking, där han slutade på 20:e plats i herrarnas singel.